# 帕特里夏·伍德罗夫
帕特里夏·伍德罗夫（英語：Patricia Woodroffe，1926年7月14日—2001年8月5日），新西兰女子击剑运动员。她曾代表新西兰参加1950年大英帝国运动会击剑比赛，获得女子个人花剑银牌。